# Wampsville
Wampsville – wieś w Stanach Zjednoczonych, w stanie Nowy Jork, w hrabstwie Madison.